# Modena

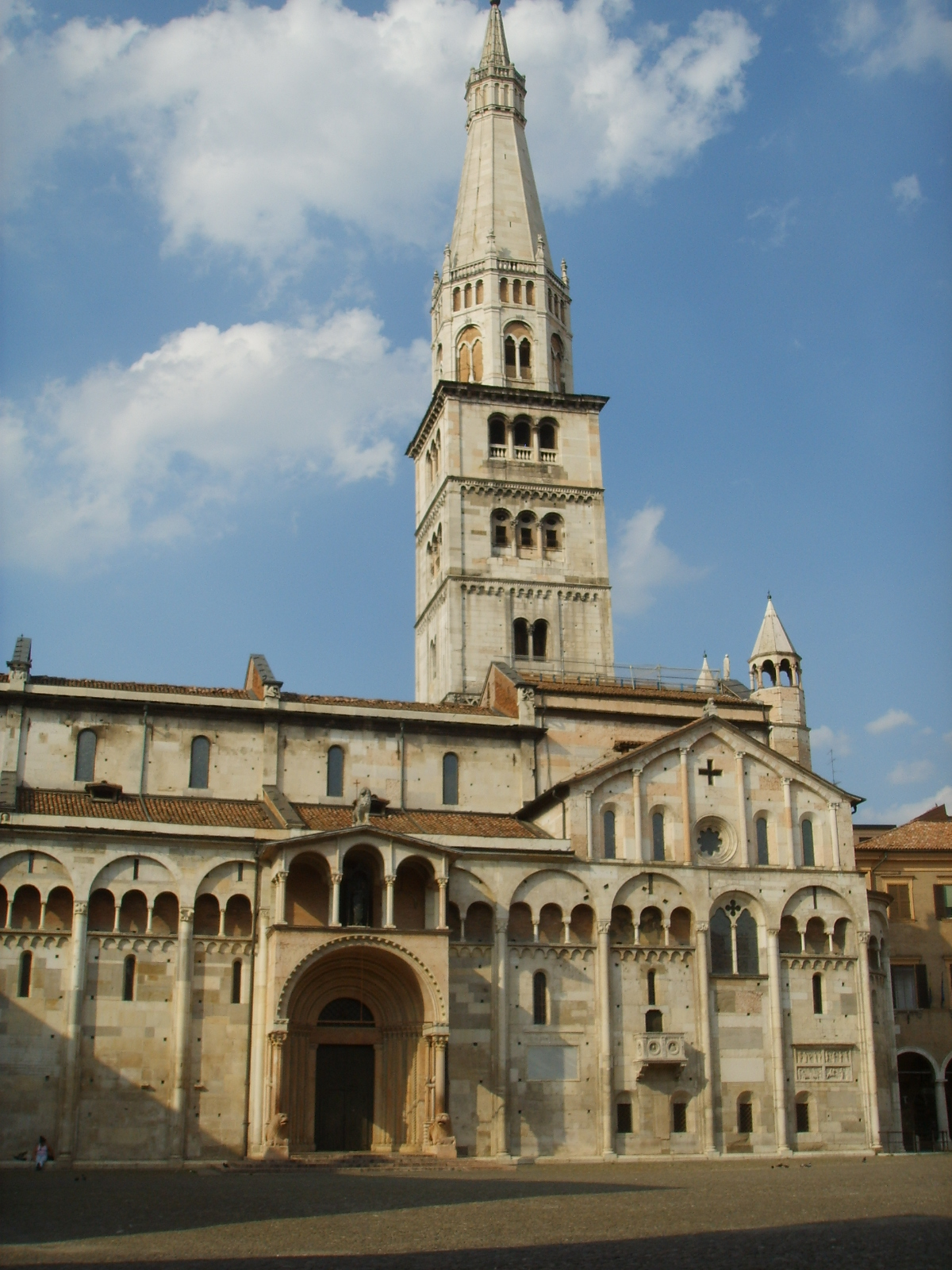
Dóm s věží Ghirlandina

Modena (modenským nářečím Mòdna) je město ve severní Itálii, v oblasti Emilia-Romagna, hlavní město stejnojmenné provincie. Je sídlem velmi staré univerzity, arcibiskupství, střediskem průmyslu a vinařství (červené Lambrusco).

## Historie
Území Modeny bylo osídleno již od pravěku, nepřetržitě od doby železné. Dále se zde vystřídali Galové a Etruskové, kteří městu dali jméno „Mutina“. V době římské město patřilo mezi centra republiky od 1. století př. n. l., pobývali zde Pompeius i Caesar. Cicero Modenu označil za krásné město a chválil zdejší víno i hrnčířství. V 5. století byla Modena vypleněna Huny pod Attilovým vedením.
Ve středověku a raném novověku Modena zaznamenala neobyčejný rozmach. Roku 1175 zde byla založena univerzita, v době bojů štaufských císařů proti papežům se Modena stala jedním ze sídel císaře Fridricha II. Dále ji od 2. poloviny 13. století ovládla rodina vévodů d'Este, která zde panovala až do roku 1796. Z roku 1634 pochází stavba jejich vévodského paláce, roku 1686 dali přestavět univerzitní budovy. Roku 1671 město poškodilo zemětřesení. Následovaly barokní stavby paláců hlavních modenských rodin.
Od konce 19. století město proslulo jako středisko strojírenství a ve 20. století také výroby automobilů Ferrari a Lamborghini.

## Památky
Modena je významným historickým městem s několika desítkami dobře dochovaných památek od středověku do počátku 20. století. Nejvýznamnější jsou:

### Kostely
- Katedrála Nanebevzetí Panny Marie (Duomo San Geminiano) – románská trojlodní bazilika, založená roku 1099 a roku 1184 vysvěcená papežem Luciem III. Průčelí i boční fasáda do náměstí má velmi bohatou plastickou výzdobu a dva portály se sochami. Pětipatrová mírně nakloněná věž Torre Ghirlandina z roku 1319 je vysoká 88 metrů. Katedrála Nanebevzetí Panny Marie, brána Torre Civica a náměstí Piazza Grande jsou od roku 1997 součástí světového kulturního dědictví UNESCO.[2]
- Chrám Santa Maria della Pomposa – založen ve 12. století, přestavěn v době barokní
- Chrám sv. Františka – trojlodní gotická bazilika františkánů, založena roku 1244, přestavěna v 1. pol. 19. století, uvnitř renesanční sousoší Snímání z kříže z terakoty vymodeloval Antonio Begarelli (1523)
- Chrám San Pietro – pětilodní bazilika, založená s románským opatstvím benediktinů roku 966, v letech 1476–1518 ji přestavěl Antonio Begarelli v renesančním stylu, uvnitř oltářní antependia řezaná z alabastru
- Kostel San Vincenzo – renesanční kostel, založený roku 1617 členy modenské větve rodu d'Este, kteří se zde pak pohřbívali
- Kostel San Bartolomeo – jezuitský, založen roku 1607, s barokním interiérem a olejomalbami ze 17. století

### Paláce
- Arcibiskupský palác, dnes sídlo Musei del duomo – Dómské muzeum a klenotnice
- Radnice (Palazzo communale)- renesanční dvoukřídlá budova s arkádovým podloubím a věží; prohlídka slavnostních sálů (renesanční fresky, gobelíny)
- Palazzo ducale, vévodský palác rodu d'Este, projektoval roku 1634 římský stavitel Bartolomeo Avanzini, sídlo Historického muzea Vojenské akademie, reprezentační sály s freskami, sbírkou zbraní a praporů jsou otevřeny veřejnosti
- Palazzina dei Giardini – palác obklopený barokními zahradami, včetně zahrady botanické

### Muzea a galerie
- Musei civici – Městská muzea:
  - Archeologické muzeum se sbírkami od pravěku přes Etrusky a Kelty až po Galy;
  - Sbírky lidové a mimoevropské kultury
- Galleria Estense, galerie rodu d'Este – jedna z nejvýznamnějších italských sbírek umění, mj. zastoupeni malíři El Greco, Correggio, Berniniho busta Františka I. d'Este, Palma di Giovanni, Tintoretto, Guido Reni či Guercino
- Biblioteca Estense, knihovna rodu d'Este – renesanční budova se stálou expozicí rukopisů, malovaných miniatur, prvotisků a map
- Galleria Ferrari Maranello – Muzeum automobilky Ferrari, která sídlí v blízkém Maranellu
- Historická muzea aut Stanguellini, Panini a Maserati
- Castello Panzano – zámek Panzano, soukromé muzeum starých aut, mj. Alfa Romeo 1933, Cadillac papeže Jana XXIII.

## Galerie

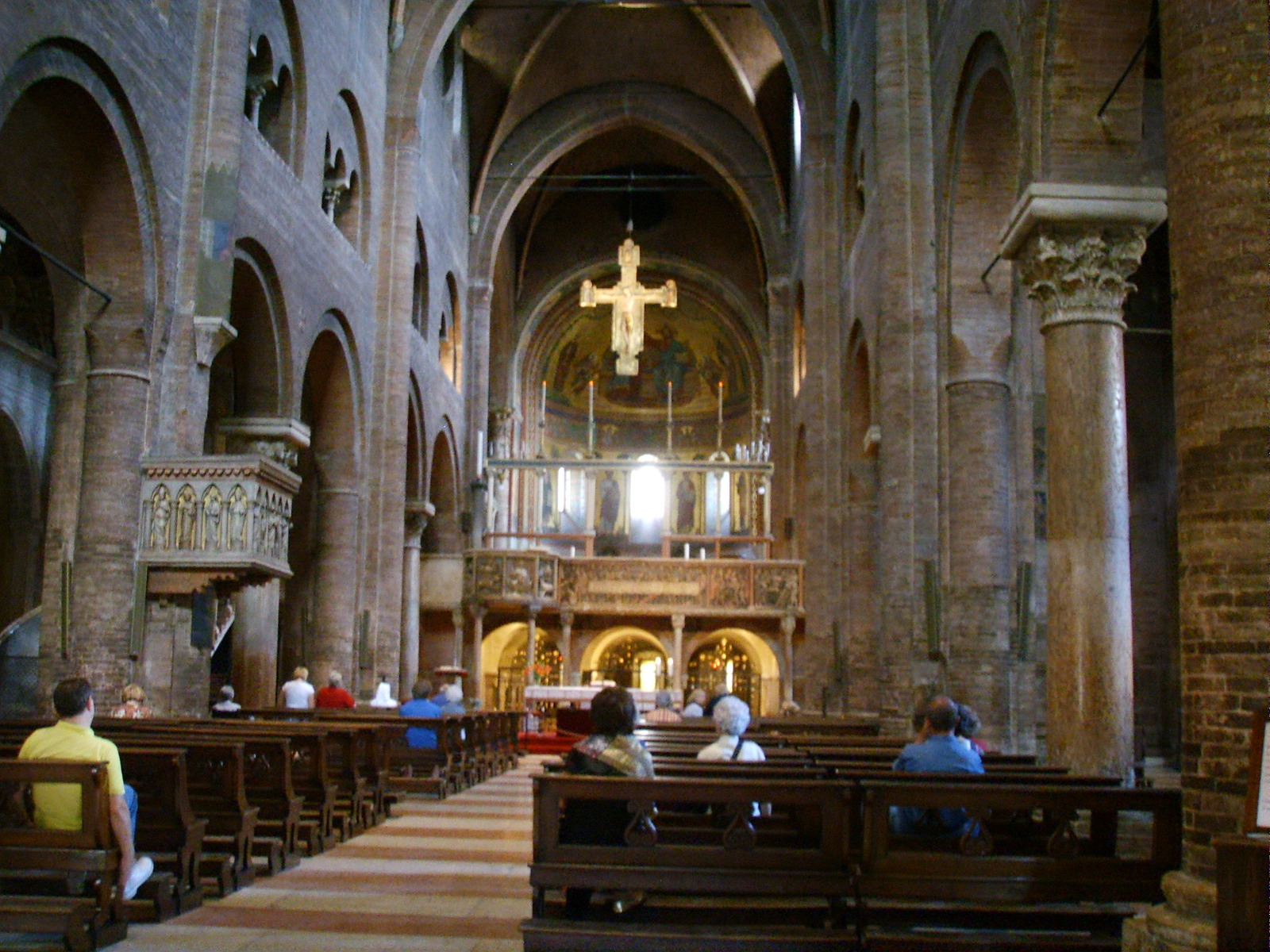
Interiér dómu
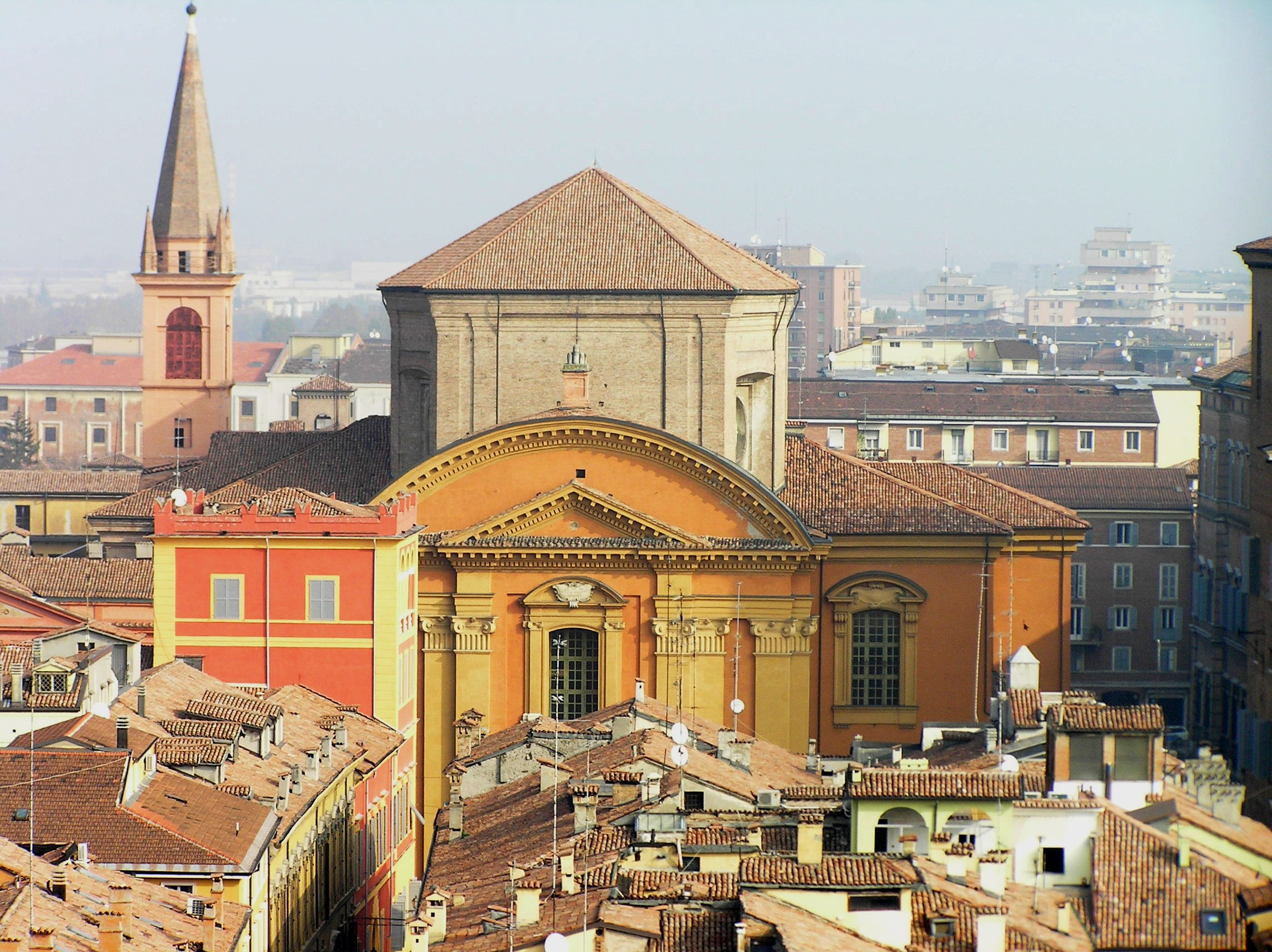
Kostel San Domenico
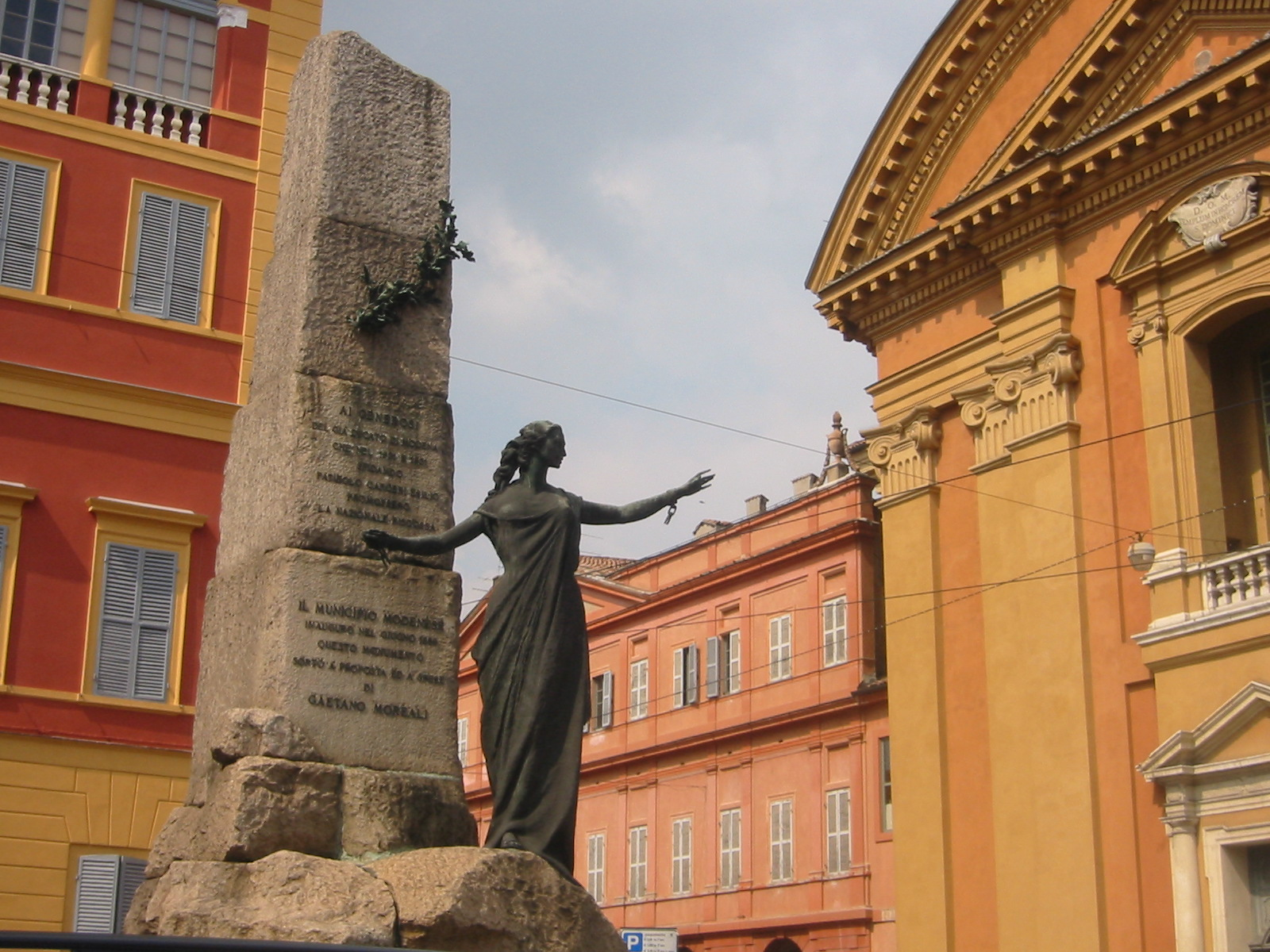
Náměstí se sochou
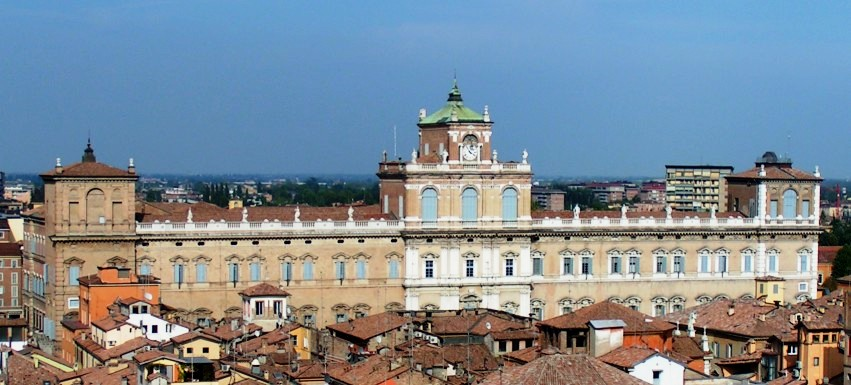
Vévodský palác

## Vývoj počtu obyvatel
Počet obyvatel

## Osobnosti města
- Marie Beatrice d'Este (1658–1718), anglická královna coby manželka Jakuba II.
- Ludovico Antonio Muratori (1672–1750), katolický kněz, osvícenský vzdělanec a otec italského dějepisectví
- František III. d´Este (1698–1780), vévoda z Modeny
- Domenico Lorenzo Ponziani ( 1719–1796), šachový mistr, teoretik a šachový skladatel
- František V. Modenský (1819–1875), modenský vévoda a arcivévoda rakouský
- Enzo Ferrari (1898–1988), automobilový závodník, zakladatel automobilky Ferrari
- Mirella Freni (* 1935), sopranistka
- Luciano Pavarotti (1935–2007), operní zpěvák, přezdívaný „král vysokého C“
- Gabriele Amorth (1925–2016), kněz, exorcista
- Maurizio Cheli (* 1959), vojenský letec a bývalý astronaut italské národnosti

## Partnerská města
- Linz, Rakousko
- Londrina, Brazílie
- Novi Sad, Srbsko
- Saint Paul, Minnesota, USA